# Ente nazionale di previdenza e assistenza per i lavoratori dello spettacolo
L'Ente nazionale di previdenza e assistenza per i lavoratori dello spettacolo, meglio conosciuto con l'acronimo ENPALS, era un ente pubblico previdenziale italiano istituito con il decreto legislativo del capo provvisorio dello Stato del 16 luglio 1947 n. 708 successivamente ratificato, con alcune modifiche, con legge 29 novembre 1952, n. 2388. Il decreto-legge 6 dicembre 2011, n. 201, convertito con modificazioni dalla legge 24 dicembre 2011, n. 214 ne ha disposto la soppressione e ha trasferito all'INPS le relative funzioni. Aveva il compito di ricevere e gestire i contributi dell'assicurazione generale obbligatoria per invalidità, vecchiaia e superstiti, in favore dei prestatori di lavoro dello spettacolo, sia che svolgevano attività subordinata, para-subordinata o autonoma.

## Compiti
Le prestazioni erogate dall'Ente erano analoghe a quelle erogate dall'INPS per le altre categorie di lavoratori: pensione di vecchiaia, di anzianità, di inabilità, assegno di invalidità, pensione ai superstiti.
L'ENPALS da un lato provvedeva alla riscossione dei contributi e dall'altro erogava le pensioni e gli assegni agli aventi diritto, ovvero gli stessi lavoratori o i loro eredi.

## Libretto personale del lavoratore
Il lavoratore, prima dell'inizio dell'attività lavorativa, doveva chiedere l'immatricolazione all'ENPALS, che gli rilasciava il libretto personale su cui venivano annotati i versamenti contributivi.
La mancanza del libretto personale, la mancata annotazione dei dati obbligatori o la loro non esatta annotazione comportava l'irrogazione di una sanzione amministrativa pecuniaria di circa € 1.250.
Il datore di lavoro era obbligato a versare i contributi sui compensi pattuiti e annotarli sul libretto del lavoratore.

## Certificato di agibilità
Uno dei compiti dell'Ente era la concessione del certificato di agibilità. Il certificato di agibilità era una certificazione obbligatoria che andava richiesta all'Ente in occasione dell'organizzazione di un evento che preveda l'ingaggio di artisti, indipendentemente dal fatto che le prestazioni fossero retribuite o a titolo gratuito.
L'art. 1 - comma 188 - della legge finanziaria 2007 n. 296, in vigore dal 27 dicembre 2006, aveva esentato dalla richiesta di agibilità i minori di 18 anni, gli studenti, i pensionati e coloro che svolgevano un'attività lavorativa per la quale erano già tenuti al versamento dei contributi ai fini della previdenza obbligatoria, a condizione che la somma annua lorda percepita per esibizioni artistiche non superasse l'importo annuo di 5.000 euro.
Successivamente, la circolare ENPALS n. 6 del 20 aprile 2007, affermava che l'esenzione riguarda i soli soggetti che svolgevano prestazioni lavorative rese nell'ambito musicale e, più specificamente, limitatamente a prestazioni rese nell'ambito di "celebrazioni di tradizioni popolari e folcloristiche" (Par. 2.2).
L'aliquota di un singolo contributo ENPALS, da calcolarsi sulla retribuzione lorda del lavoratore, era del 33%; ed era molto più alta rispetto alle aliquote applicate da altri enti per altre categorie professionali. Ciò costituiva secondo molti, e anche secondo illustri artisti, motivo di problemi e sintomo di scollamento fra la realtà complessa del lavoro nello spettacolo, e talune concezioni dell'ente.
Date le complicazioni legali, stavano ultimamente fiorendo diverse associazioni no-profit capaci di fornire consulenze gratuite anche ai professionisti, sebbene mirate ad aiutare i giovani e gli studenti a ottenere l'esenzione, permettendo loro di esibirsi in regola.
L'ENPALS aveva stipulato un accordo-convenzione con la SIAE per facilitare, da un lato, lo svolgimento delle pratiche agli utenti (dati i numerosi sportelli SIAE sul territorio italiano), e dall'altro per avere un maggiore controllo riguardo alla grande quantità del lavoro nero esistente nel lavoro dello spettacolo. In seguito a tale convenzione gli ispettori SIAE potevano compiere ispezioni anche in relazione agli obblighi contributivi durante esibizioni di qualsiasi genere. Restavano fermi i poteri e le sanzioni degli ispettori del lavoro, a cui competeva l'irrogazione della cosiddetta maxi sanzione per il lavoro irregolare.

## Critiche
Sono tantissime le voci critiche che si sono levate nei confronti dell'ENPALS, soprattutto da parte dei musicisti classici, che hanno più volte richiesto una riforma di quella che vedevano come un'ingiustizia tributaria. La petizione ideata nel 2007 dal noto violoncellista Enrico Dindo e sottoscritta da quasi 20.000 persone riassume così i motivi di questo disagio: "Per ogni concerto tenuto in Italia, la legge ci obbliga a versare all'Enpals una percentuale del nostro cachet, e anche gli enti organizzatori devono pagare un'ulteriore quota. In totale, per ogni nostro concerto viene versato all'Enpals più del 30% del nostro cachet, ma, in pratica, nessuno di noi avrà mai diritto alla pensione da parte dell'Enpals. Infatti, la legge prevede che la pensione per la nostra categoria professionale venga erogata dopo almeno 20 anni di contributi, e per raggiungere un anno occorrono 120 giornate lavorative. Poiché generalmente un concerto viene conteggiato come una giornata contributiva, per raggiungere un anno di contributi sarebbero necessari circa 120 concerti effettuati in Italia con regolari contributi versati. Per raggiungere la quota necessaria per la pensione, ossia 20 anni, sono quindi necessari 2.400 concerti effettuati in Italia: un traguardo che nella storia della Repubblica Italiana forse nessun concertista classico è mai riuscito a raggiungere. Infatti la nostra professione prevede che i concerti siano preceduti da un lungo periodo di preparazione (che l'Enpals evidentemente ignora), e per di più molti di noi svolgono la propria attività principalmente all'estero, la quale di solito non rientra nei conteggi Enpals. Noi versiamo ogni anno all'Enpals molto di più delle trattenute previdenziali di gran parte degli impiegati statali, e, se la legge non cambia, non solo non avremo mai la pensione pubblica, ma neanche ci verrà restituita l'enorme cifra versata invano." 